# Добрая (приток Правого Кирганика)
Добрая — река на полуострове Камчатка в России.
Длина реки — 17 км. Впадает в реку Правый Кирганик справа на расстоянии 15 км от устья.
По данным государственного водного реестра России относится к Анадыро-Колымскому бассейновому округу. Код водного объекта 19070000112120000013529.